# Luis Ocaña
Jesús Luis Ocaña Pernía (ur. 9 czerwca 1945 w Priego, Hiszpania  – zm. 19 maja 1994 w Nogaro, Francja) – hiszpański zawodowy kolarz szosowy, brązowy medalista szosowych mistrzostw świata i zwycięzca Tour de France.

## Kariera
Urodził się w hiszpańskiej miejscowości Priego, lecz dorastał we Francji, określano go więc mianem "Hiszpana z Mont Marsant". Jego talent odkrył były kolarz i zwycięzca Tour de France - Antonin Magne. Ocaña stał się sławny dzięki swojemu zwycięstwu w Tourze w 1973 roku, jak również przez swojego pecha w tym samym wyścigu dwa lata wcześniej. Prowadził wtedy w klasyfikacji generalnej z przewagą ponad ośmiu minut nad Belgiem Eddym Merckxem, ale na 14. etapie z Revel do Luchon doznał ciężkiego upadku i musiał wycofać się z wyścigu. W 1972 roku również miał pecha i w Pirenejach ponownie upadł z powodu deszczu i silnego wiatru. Łącznie wygrał dziewięć etapów TdF, ale z wyjątkiem 1973 roku już nigdy nie znalazł się w czołowej dziesiątce. Kilkakrotnie startował także w Vuelta a España, wygrywając sześć etapów oraz klasyfikację górską w 1969 roku. W klasyfikacji generalnej był między innymi pierwszy w 1970 roku, drugi w latach 1969, 1973 i 1976 oraz trzeci w 1971 roku. Wygrał też między innymi Vuelta al País Vasco w latach 1971 i 1973 oraz Volta Ciclista a Catalunya w 1971 roku. W 1968 roku zajął 34. miejsce w Giro d'Italia. 
Ponadto na rozgrywanych w 1973 roku mistrzostwach świata w Barcelonie zdobył brązowy medal w wyścigu ze startu wspólnego. W zawodach tych przegrał jedynie z Włochem Felice Gimondi i Freddym Maertensem z Belgii. Był to jedyny medal wywalczony przez niego na międzynarodowej imprezie tej rangi. 
W 1977 roku zakończył karierę. W międzyczasie w wielu wyścigach pełnił funkcję dyrektora sportowego. W 1994 roku, na krótko przed startem Touru, Luis Ocaña postrzelił się w swoim domu w Nogaro, w południowej Francji. Najprawdopodobniej cierpiał na depresję) wywołaną problemami finansowymi i wykryciem u niego wirusa żółtaczki typu C oraz raka. Zmarł tydzień później w szpitalu w Mont-de-Marsan.